# Teodozjusz (Nagashima)
Teodozjusz, imię świeckie Nagashima Shinji, jap. 永島新二 (ur. 3 kwietnia 1935, zm. 7 maja 1999) – japoński duchowny prawosławny, zwierzchnik Japońskiego Kościoła Prawosławnego w latach 1972–1999.

## Życiorys
Urodził się w rodzinie wyznawców buddyzmu. Z prawosławiem zetknął się jako student, odwiedzając sobór Zmartwychwstania Pańskiego w Tokio. W 1952 został ochrzczony, otrzymując chrześcijańskie imię Bazyli. W późniejszych latach prawosławie przyjął również jego ojciec i dwaj bracia. W wieku 19 lat wstąpił do seminarium duchownego w Tokio, po jego ukończeniu pracował jako katecheta w parafii św. Dymitra Sołuńskiego w Yamato, następnie w parafii w Kanda. Pracował również w eparchialnym miesięczniku. W lipcu 1959 arcybiskup Ireneusz (Bekish) wyświęcił go na kapłana i skierował do pracy duszpasterskiej w parafii św. Jakuba w Kogoshimie. Po roku duchowny wyjechał do USA, gdzie wstąpił do seminarium św. Tichona przy monasterze pod tym samym wezwaniem, w South Canaan. Do Japonii wrócił w 1967 i po dwóch latach złożył wieczyste śluby mnisze, przyjmując imię Teodozjusz.
12 lipca 1969 zjazd duchowieństwa i świeckich prawosławnych eparchii Japonii zaproponował jego kandydaturę do przyjęcia chirotonii biskupiej. Nominacja ta została potwierdzona przez Metropolię Amerykańską, która od 1945 sprawowała zwierzchność nad Kościołem prawosławnym w Japonii. 2 listopada 1969 chirotonię biskupią Teodozjusza (Nagashimy) przeprowadzili arcybiskup San Francisco Jan (Szachowskoj) oraz biskup Włodzimierz (Nagosski). W lutym 1970 biskup Teodozjusz został ordynariuszem eparchii Kioto i zachodniej Japonii, zaś po odejściu w stan spoczynku metropolity Włodzimierza (Nagosskiego) w 1972 został wybrany jego następcą przez Sobór Japońskiego Kościoła Prawosławnego. Urząd pełnił do swojej śmierci w 1999.